# Vila-rúbia (Castellterçol)
Vila-rúbia és una masia del terme municipal de Castellterçol, al Moianès. Està situada en el sector més occidental del terme, a prop del límit amb Granera i Monistrol de Calders, en terres de l'antiga parròquia de Sant Llogari de la Sala. És a prop i a llevant de l'Olleret.